# Ba gã cùng thuyền, chưa kể con chó
Ba gã cùng thuyền, chưa kể con chó (tiếng Nga: Трое в лодке, не считая собаки, tiếng Anh: Three Men in a Boat, To Say Nothing of the Dog) là một bộ phim hài của hãng Lenfilm, được công chiếu lần đầu vào năm 1979.

## Lịch sử
Bộ phim dựa theo tiểu thuyết cùng tên của tác giả Jerome Klapka Jerome.

## Nội dung
Ba người bạn thân gồm Gee, Harris và George - mệt mỏi vì lười biếng và muốn cải thiện sức khỏe đang héo như lá của mình, quyết định đi du ngoạn bằng thuyền dọc sông Thames. Cùng với họ, họ đã mang theo con chó săn cáo Montmorency. Trước chuyến đi, họ đồng ý chi tiêu mà không có phụ nữ. Nhưng sau một thời gian, họ gặp ba người phụ nữ đi du lịch giống hệt họ : Anne, Emilia và Patricia. Lúc đầu, các chàng cố tỏ vẻ tôn trọng thỏa hiệp của họ, nhưng sau đó họ vẫn yêu những người phụ nữ này và họ cũng ở bên nhau. Đến khi sắp hết phim thì họ thành ba đôi vợ chồng.

## Kĩ thuật

### Sản xuất
- Biên kịch: Semyon Lungin
- Đạo diễn: Naum Birman
- Nhiếp ảnh: Genrikh Maranyyan
- Thiết kế: Isaak Kaplan
- Hòa nhạc: Aleksandr Kolker
- Thâu âm: Igor Vigdorchik
- Thi từ: Kim Ryzhov
- Biên đạo: Kirill Laskari

### Diễn xuất
- Andrey Mironov - Jerome K. Jerome / J. / Mrs. Baikli (1 series) / Uncle Podger (ibid.) / Innkeeper (2 series) / visitor to the inn (ibid.)
- Aleksandr Schirvindt - Sir Samuel William Harris
- Mikhail Derzhavin - George (Igor Yefimov lồng tiếng)
- Larisa Golubkina - Anne
- Alina Pokrovskaya - Emily
- Irina Mazurkiewicz - Patricia
- Zinovy Gerdt - the gravedigger (1 series)
- Nikolay Boyarsky - 1st Grenadier (ibid.)
- Grigory Shpigel - 2nd Grenadier (ibid.)
- Yury Katin-Yartsev - 3rd Grenadier (ibid.)
- Anna Lisyanskaya - the hostess of the salon, whom the performance of comic songs leaves without guests (ibid.)
- Georgy Shtil - mustachioed captain
- Tatyana Pelttser - Mrs. Poppits, bà chủ nhà
- Fox Terriers "Duke" and "Sin" - Montmorency

## Phong hóa

### Âm nhạc
Soạn nhạc: Aleksandr Kolker
Soạn lời: Kim Ryzhov
| Nhan đề                       | Câu đầu | Giọng ca                                                                                                  |
| ----------------------------- | --- | --- |
| XIX век (Thế kỉ XIX)          | Страшное время, бедный наш Лондон, стал он для жизни совсем непригодным.                                                              | Andrey Mironov                                                                                            |
| Гип-гип ура! (Hip-hip-hurrah) | Что происходит? Вы знаете, что за скопленье?                                                                                          | Andrey Mironov, Aleksandr Shirvindt, Mikhail Derzhavin, ban hợp xướng                                     |
| Песня гребцов                 | Два-раз, два-раз, ну-ка, навалились, поднажали, вёсла в руки взяли, навалились, поднажали, дружно!                                    | Андрей Миронов, Александр Ширвиндт, Михаил Державин                                                       |
| Песня могильщика              | Я честью вам клянусь, что никогда вам не найти такого развлечения.                                                                    | Зиновий Гердт                                                                                             |
| Песня старых гренадеров       | Мы, гренадеры, снова в походе. | Николай Боярский, Григорий Шпигель, Юрий Катин-Ярцев                                                      |
| Песня леди                    | Хорошо на тихой речке! Птицы весело щебечут, по волнам игривые бегут лучи.                                                            | Лариса Голубкина, Алина Покровская, Ирина Мазуркевич                                                      |
| Добрая река                   | Пора осенняя близка, дождём набухли облака, под ветром клёны клонятся, а нам всё время помнится нежная река, тихая река, добрая река. | Андрей Миронов, Александр Ширвиндт, Михаил Державин, Лариса Голубкина, Алина Покровская, Ирина Мазуркевич |
| Сон Харриса                   | О, вы прекрасные, как розы, ваш сон беспечен и глубок.                                                                                | Александр Ширвиндт                                                                                        |
| Диалог леди и джентльменов    | Нашим дружным караваном мы пробьёмся сквозь туманы, для купанья пляж отыщем золотой.                                                  | Андрей Миронов, Александр Ширвиндт, Михаил Державин, Лариса Голубкина, Алина Покровская, Ирина Мазуркевич |
| На рыбалке                    | Куда, скажите мне, мужчины, бежать от нервных передряг?                                                                               | Андрей Миронов                                                                                            |
| Нас вела сама любовь          | Я вам скажу, какая сила явилась главной из причин, что даже смерть не устрашила троих решительных мужчин.                             | Александр Ширвиндт                                                                                        |

### Ảnh hưởng
Jerome sat down to write Three Men in a Boat as soon as the couple returned from their honeymoon. In the novel, his wife was replaced by his longtime friends George Wingrave (George) and Carl Hentschel (Harris). This allowed him to create comic (and non-sentimental) situations which were nonetheless intertwined with the history of the Thames region. The book, published in 1889, became an instant success and has never been out of print. Its popularity was such that the number of registered Thames boats went up fifty per cent in the year following its publication, and it contributed significantly to the Thames becoming a tourist attraction. In its first twenty years alone, the book sold over a million copies worldwide. It has been adapted into films, TV, radio shows, stage plays, and even a musical. Its writing style has influenced many humourists and satirists in England and elsewhere.
With the financial security that the sales of the book provided, Jerome was able to dedicate all of his time to writing. He wrote a number of plays, essays, and novels, but was never able to recapture the success of Three Men in a Boat. In 1892, he was chosen by Robert Barr to edit The Idler (over Rudyard Kipling). The magazine was an illustrated satirical monthly catering to gentlemen (who, following the theme of the publication, appreciated idleness). In 1893, he founded To-Day, but had to withdraw from both publications because of financial difficulties and a libel suit.
Jerome's play Biarritz had a run of two months at the Prince of Wales Theatre between April and June 1896.
In 1898, a short stay in Germany inspired Three Men on the Bummel, the sequel to Three Men in a Boat, reintroducing the same characters in the setting of a foreign bicycle tour. The book was nonetheless unable quite to recapture the sheer comic energy and historic rootedness of its celebrated predecessor (lacking as it does the unifying thread that is the river Thames itself) and it has enjoyed only modest success by comparison. However, some of the individual comic vignettes that make up "Bummel" have been praised as highly as those of "Boat".
In 1902, he published the novel Paul Kelver, which is widely regarded as autobiographical. His 1908 play The Passing of the Third Floor Back introduced a more sombre and religious Jerome. The main character was played by one of the leading actors of the time, Johnston Forbes-Robertson, and the play was a tremendous commercial success. It was twice made into film, in 1918 and in 1935.
However, the play was condemned by critics – Max Beerbohm described it as "vilely stupid" and as written by a "tenth-rate writer".

## Liên kết

### Tư liệu
- Tuyển tập các bài hát trong phim
- Thông tin trên Website Film.RU[liên kết hỏng]
- Thông tin trên Website KinoPoisk
- Thông tin trên Website Kino-Teatr
- Песни из фильма
- Three Men in a Boat tại Dự án Gutenberg
- Three Men in a Boat at Internet Archive (scanned books original editions color illustrated)
- Three Men in a Boat - sách nói thuộc phạm vi công cộng tại LibriVox
- Three Men in a Boat, illustrated epub via Mobileread
- IMDb search